# Melesio Morales
Melesio Morales est un compositeur, chef d'orchestre et pédagogue mexicain, né à Mexico le 4 décembre 1838 et mort dans la même ville le 12 mai 1908.

## Biographie
Morales a étudié la musique à Mexico, et plusieurs de ses opéras, écrits en italien, ont été créés dans cette ville. Il a vécu en Europe de 1865 à 1868, et son succès à Florence avec son opéra Ildegonda en 1866 a fait de lui une star dans son pays natal. Il a composé, dirigé, et enseigné la musique à Mexico jusqu'à sa mort. Ses œuvres comprennent dix opéras, deux cantates, et des compositions orchestrales et chorales.

## Opéras
- Romeo e Giulietta, Mexico 27 janvier 1863 ;
- Ildegonda, drama lírico, livret de Temistocle Solera, Mexico 27 janvier 1866 ;
- Gino Corsini, ossia La Maledizione, Mexico 14 juillet 1877 ;
- Cleopatra, 14 novembre 1891 ;
- Anita, ca. 1900 ,
- Carlo Magno, (non créé) ;
- La tempestad (perdu) ;
- El Judío Errante (perdu) ;
- Silvia (perdu) ;
- Claudia (inachevé) ;
- Asuero (inachevé).

### Autres œuvres
- La locomotiva, fantaisie pour orchestre, créée le 16 novembre 1869 lors de l'inauguration de la ligne de chemin de fer Mexico-Puebla ;
- Las siete palabras de Cristo, oratorio ;
- Misa (messe) pour solistes, chœur et orchestre ;
- Dios Salve a la Patria, cantate pour chœurs d'enfants et orchestre, créée au Teatro Iturbide en 1869 ;
- diverses pièces pour piano, chant, danses, valses et nocturnes ;
- diverses pièces orchestrales.